# IC 4581
IC 4581 ist eine Balken-Spiralgalaxie vom Hubble-Typ SBc im Sternbild Nördliche Krone am Nordsternhimmel. Sie ist schätzungsweise 452 Millionen Lichtjahre von der Milchstraße entfernt.
Das Objekt wurde am 26. Juli 1895 von Stéphane Javelle entdeckt.